# الطاعون الفارسي 1772-1773
كان وباء الطاعون الفارسي 1772-1773، المعروف أيضًا باسم الطاعون الفارسي، تفشيًا هائلاً للطاعون، وبشكل أكثر تحديدًا الطاعون الدملي، في الإمبراطورية الفارسية، والذي أودى بحياة حوالي مليوني شخص في المجموع. لقد كان أحد أكثر أوبئة الطاعون تدميراً في التاريخ البشري المسجل. أدى تفشي المرض إلى إدخال العديد من إجراءات الحجر الصحي لأول مرة في مناطق الخليج العربي.

## تفشي المرض
يُعتقد أن الوباء بدأ في بغداد في شتاء عام 1772. ثم انتشر بعد ذلك إلى أجزاء أخرى من الأراضي التي يسيطر عليها الفارسيون. بحلول عام 1773، وصل الوباء إلى البصرة، حيث ثبت أنه مدمر بشكل خاص، حيث أودى بحياة أكثر من 250.000 شخص هناك فقط. ثم انتشر الطاعون بسرعة جنوبًا على طول الخليج العربي، ووصل في النهاية إلى البحرين. شرقًا، امتد الوباء حتى بومباي في الهند ( مومباي الحديثة).
في ذروة اندلاع المرض، تم تسجيل آلاف الوفيات يوميًا في جميع أنحاء الإمبراطورية الفارسية. تم احتواء تفشي المرض عندما بدأت إجراءات الحجر الصحي المفروضة بين سكان الخليج العربي تظهر تأثيرًا إيجابيًا بحلول نهاية عام 1773.